# Diecéze Baton Rouge
Diecéze Baton Rouge (latinsky Dioecesis Rubribaculensis) je římskokatolická diecéze sufragánní vůči neworleanské arcidiecézi. Její teritorium zahrnuje část státu Louisiana, konkrétně civilní farnosti Ascension, Assumption, East Baton Rouge, East Feliciana, Iberville, Livingston, Pointe Coupee, St. Helena, St. James, Tangipahoa, West Baton Rouge a West Feliciana. Katedrálou je kostel sv. Josefa v Baton Rouge.

## Stručná historie

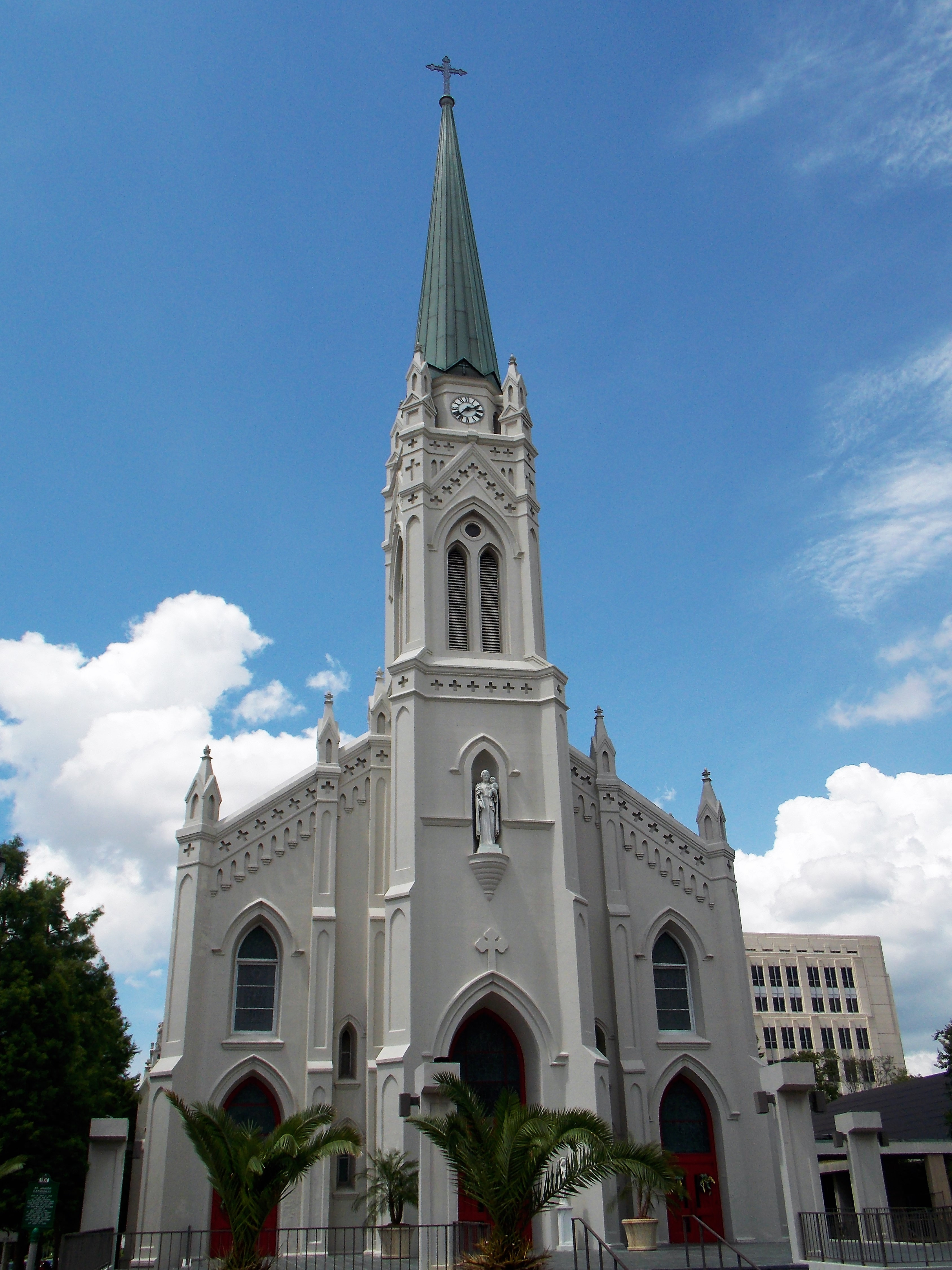
sv. Josefa v Baton Rouge.

Papež Jan XXIII. dne 22. července 1961 vydal bulu Peramplum Novae Aureliae , jímž z neworleanské arcidiecéze vyčlenil diecézi Baton Rouge, která byla podřízena jako sufragánní neworleanské arcidiecézi.